# Ommatius peregrinus
Ommatius peregrinus är en tvåvingeart som beskrevs av Osten Sacken 1887. Ommatius peregrinus ingår i släktet Ommatius och familjen rovflugor.
Artens utbredningsområde är Panama. Inga underarter finns listade i Catalogue of Life.